# Confederazione europea dei sindacati indipendenti
La Confederazione europea dei sindacati indipendenti, CESI (in francese Confédération européenne des syndicats indépendants) è una confederazione che raccoglie organizzazioni sindacali di differenti paesi europei, che si ispirano ai valori dell'autonomia e della libertà sindacale. Ha sede a Bruxelles ed è stata fondata nel 1990. Essa rappresenta i sindacati liberi e indipendenti dei settori privati e pubblici, che aderiscono ai principi democratici e rispettano i diritti umani.

## Organizzazione
Accoglie i seguenti membri:
- sindacati nazionali settoriali e sovrasettoriali
- sindacati europei sovrasettoriali
- sindacati europei

A livello europeo la CESI è un interlocutore delle istituzioni europee ed in particolare della Commissione europea.
Emette prese di posizione relative soprattutto alle questioni di politica sociale e contribuisce, con l'ausilio delle attività sindacali dei suoi comitati, ad elaborare decisioni nel quadro della politica europea sociale e dell'occupazione.
Una parte importante del proprio lavoro si svolge all'interno delle Commissioni di settore, ciascuna delle quali si riunisce periodicamente con rappresentanti sindacali di diversi paesi che svolgono la propria attività nello stesso ambito professionale. Questo metodo di lavoro facilita gli scambi di competenze e le condivisioni di esperienze.
In collaborazione con l'organo di formazione della CESI, l'Accademia Europa, i sindacati membri sono coinvolti nelle ultime evoluzioni dell'Unione europea. Così facendo, la coscienza europea è stimolata nell'ambito delle organizzazioni membri.

### Membri italiani
Per l'Italia sono suoi membri: ANIEF - CISAL - CISAS - CONFILL - CONFSAL - USPPI